# Feigl & Widrich
Feigl & Widrich je bývalá továrna na průmyslové zpracování textilních materiálů v severočeské obci Chrastava v Libereckém kraji. Adresa objektů, které leží na hranici katastru Chrastavy a Andělské Hory, je Andělohorská ul., čp. 418 a čp. 419.

## Historie

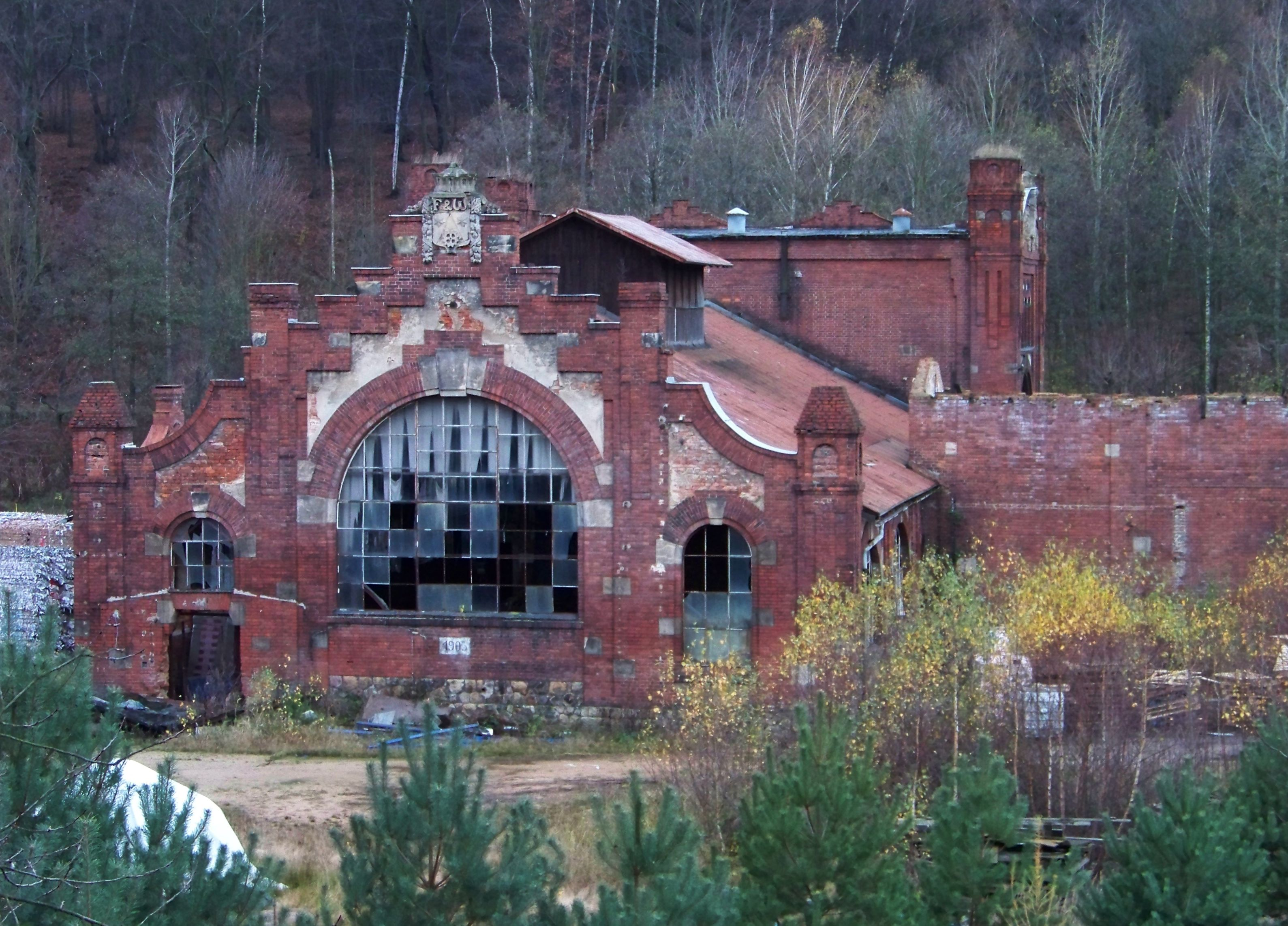
Kotelna a elektrárna textilky

Rozsáhlý areál barvárny Feigl & Widrich byl vystavěn v údolí Lužické Nisy v letech 1904–1907 v secesním stylu s prvky holandské architektury. Továrna o rozloze šesti hektarů má jednotné architektonické ztvárnění pláště i interiérů. Autorem projektu je liberecká firma Gustav Sachers Söhne, železobetonové konstrukce továrny od firmy Eduarda Asta. Železobetonové konstrukce byly po dokončení publikovány jako ukázka progresivního řešení průmyslové stavby.
Areál tvoří správní budova, výrobní haly, elektrárna s kotelnou a komínem, vrátnice, bývalá úpravna vody a skleník. „Unikátní komplex textilní továrny představuje jednu z nejvýznamnějších památek průmyslové architektury v regionu a současně jeden z mála architektonicky jednotně pojatých průmyslových areálů.“
V roce 1921 společnost Feigl & Widrich chrastavskou továrnu prodala koncernu Textilana. Po druhé světové válce zde působily České vlnařské závody, národní podnik, ze kterých byl v září 1948 vytvořen národní podnik Textilana.
V roce 1962 byla namísto barevny zřízena přádelna. Roku 1974 byla odstraněna technologie elektrárny zn. Breitfeld-Daněk a budova byla užívána jako sklad. V roce 1994 výroba ustala.
Od 30. října 2002 je objekt památkově chráněn.
V roce 2004 byla výroba obnovena, přičemž se zde tkaly podšívkoviny a vycpávky. V roce 2005 je továrna zmiňována jako Interlana. V roce 2006 podnik od francouzské textilní firmy koupila firma Branaldi, výrobce lepenkových obalů a displejů. Záměrem bylo vyrábět zde 4/5 produkce, kterou firma přesunula z Brandýsa nad Labem.

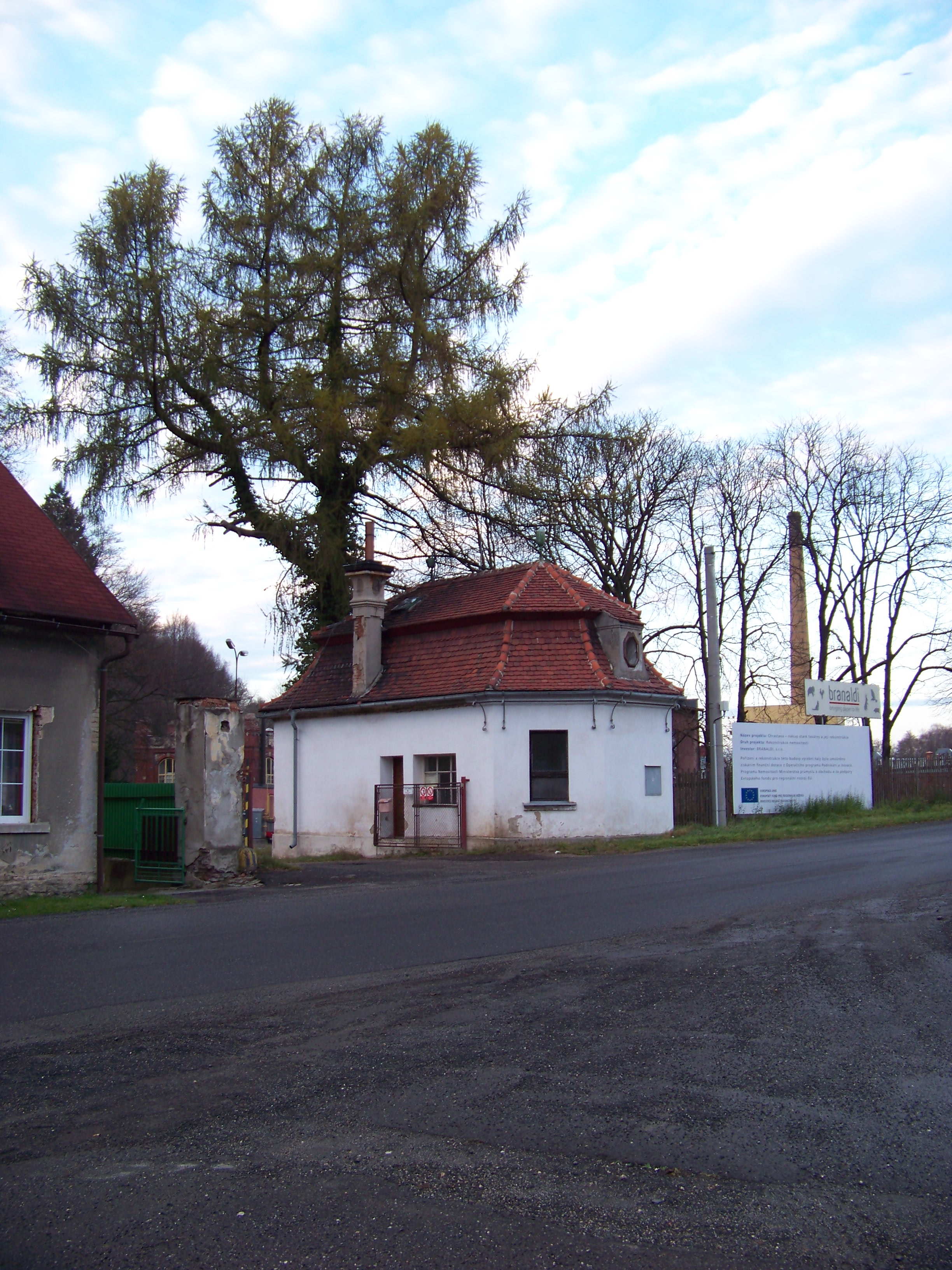
Vrátnice textilky

Majitelem budovy kotelny se stal mj. Ing. arch. Filip Horatschke. Záměrem bylo přeměnit ji v kulturní centrum. Kotelna ještě dvakrát změnila majitele a nyní je rekonstruována.

### Film
- Památky na prodej, Česká televize, 2009. Lesní sklárna v Tasicích - Památky na prodej | Česká televize (ceskatelevize.cz)
- Textilky. Technické klenoty (4/8). [Dokumentární televizní film.] ČR, 2024. Režie Otto Kallus, průvodce filmem Miroslav Táborský. 27 min. Přístup také z: https://www.ceskatelevize.cz/porady/15286118447-technicke-klenoty/